# اشلی ریور (کارولینای جنوبی)
اشلی ریور (به انگلیسی: Ashley River) یک منطقهٔ مسکونی در ایالات متحده آمریکا است.